# Thomas Farrell (sculpteur)
Pour les articles homonymes, voir Thomas Farrell et Farrell.
Thomas Farrell, né en 1827 à Dublin et mort le 2 juillet 1900 à Redesdale, est un sculpteur.

## Biographie
Thomas Farrell naît en 1827 à Mecklenburgh Street (aujourd'hui Railway Street) à Dublin.
Il est le troisième fils de Terence Farrell (en) (1798-1876), un sculpteur qui dirige un atelier familial et devient célèbre en sculptant des bustes miniatures de portraits. Thomas Farrell est formé par son père, et par Panormo à la Royal Society School de Dublin.
Il meurt le 2 juillet 1900 à Redesdale.